# Astragalus melanodon
Astragalus melanodon är en ärtväxtart som beskrevs av Pierre Edmond Boissier. Astragalus melanodon ingår i släktet vedlar, och familjen ärtväxter. Inga underarter finns listade i Catalogue of Life.